# Homo creativus. Як новий клас завойовує світ
«Homo creativus. Як новий клас завойовує світ» (англ. The Rise of the Creative Class) — книга американського теоретика урбаністики Річарда Флориди, уперше опублікована ним ще у 2002 році. Книжка перевидавалася і доповнювалася у 2012 (ювілейне видання в честь десятої річниці) та 2014 році. Українською книгу було перекладено у 2018 році у видавництві «Наш формат» (перекладач — Максим Яковлєв). 

## Основна ідея книги
Річард Флорида говорить про появу нового суспільного класу осіб — креативного класу. Це люди, що задіяні у більш творчих професіях та мають неординарний погляд на сучасне життя. Креативний клас приніс з собою зміни у повсякденну діяльність, зумовивши реорганізацію робочих місць та пожвавлення культурної діяльності. Креативність стала найбільш популярною характеристикою, про володіння якої у 2011 році найбільше стверджували користувачі соціальної мережі LinkedIn. Розвиток технологій змушує людей відходити від стандартного розуміння необхідних навичок, які відтепер дуже легко автоматизувати в робочому процесі. Що ж натомість потребується, так це загальнолюдські вміння, які для машини поки що недоступні: створення нових ідей, відкриттів та розробок. Творчість проявляється при цьому не лише у мистецтві, а й у науці та технічних спеціальностях. Флорида розглядає креативність як економічний фактор, вказуючи на можливі наслідки розвитку цієї характеристики та її вплив на організацію міського життя. 